# Anders Dam
Anders Christian Dam (født 29. februar 1956 i Aalborg) er dansk økonom og ordførende direktør i Jyske Bank.
Dam blev student i 1975 og blev cand.oecon. i 1981. Fra 1982 til 1987 var han cheføkonom i Håndværksrådet. Han var cheføkonom i Jyske Bank fra 1987 til 1990, hvor han blev udnævnt til underdirektør med ansvar for udvikling og planlægning. I 1992 forlod han Jyske Bank til fordel for en stilling som direktør i Stibo Datagrafik. Anders Dam vendte tilbage til Jyske Bank 1. juli 1995, hvor han efter to år blev udnævnt til ordførende direktør. Han afløste Kaj Steenkjær.